# Siphocampylus nobilis
Siphocampylus nobilis är en klockväxtart som beskrevs av Franz Elfried Wimmer. Siphocampylus nobilis ingår i släktet Siphocampylus och familjen klockväxter.
Artens utbredningsområde är Peru. Inga underarter finns listade i Catalogue of Life.